# Effet yeux rouges

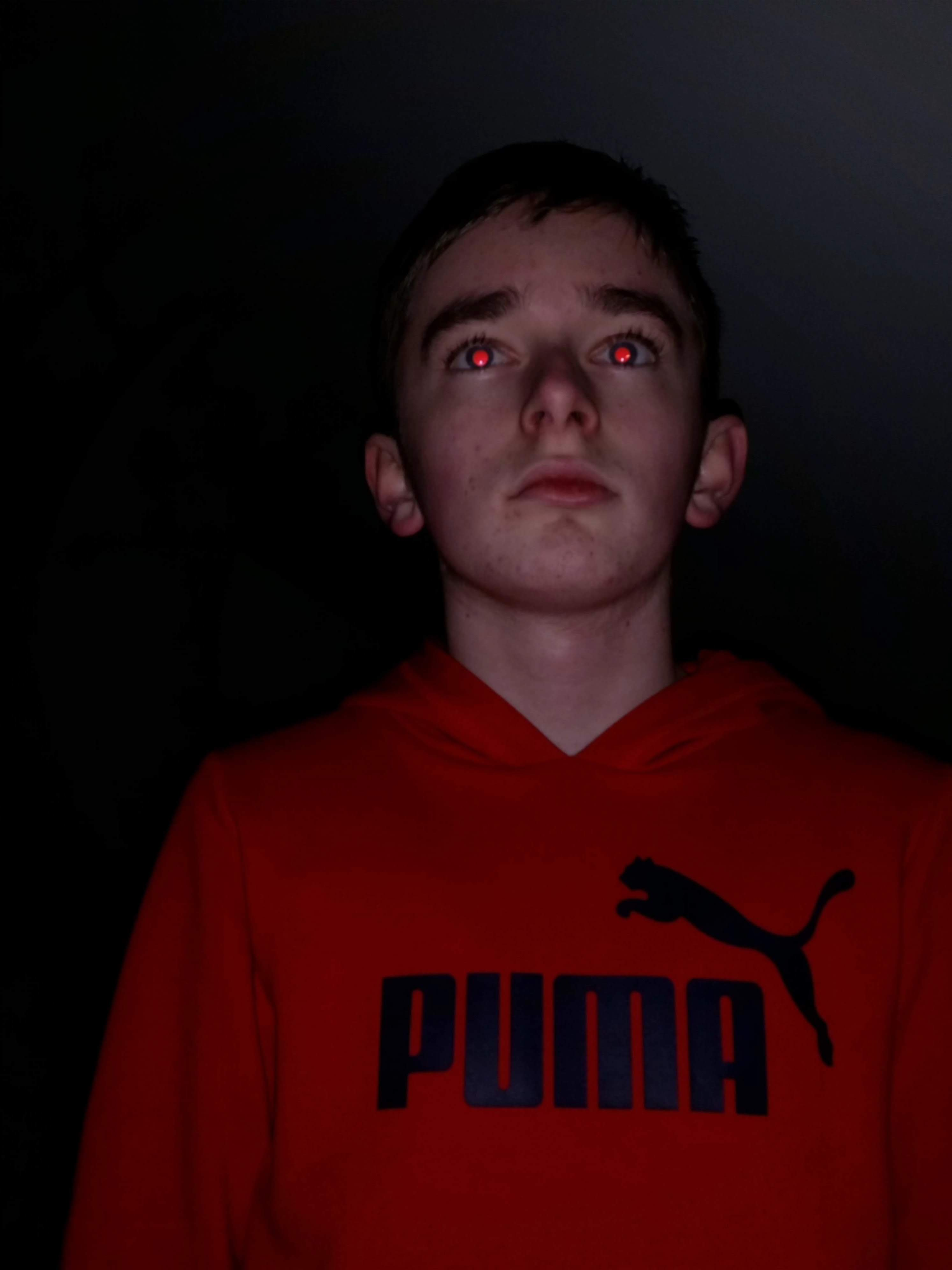
Effet yeux rouges sur un jeune garçon

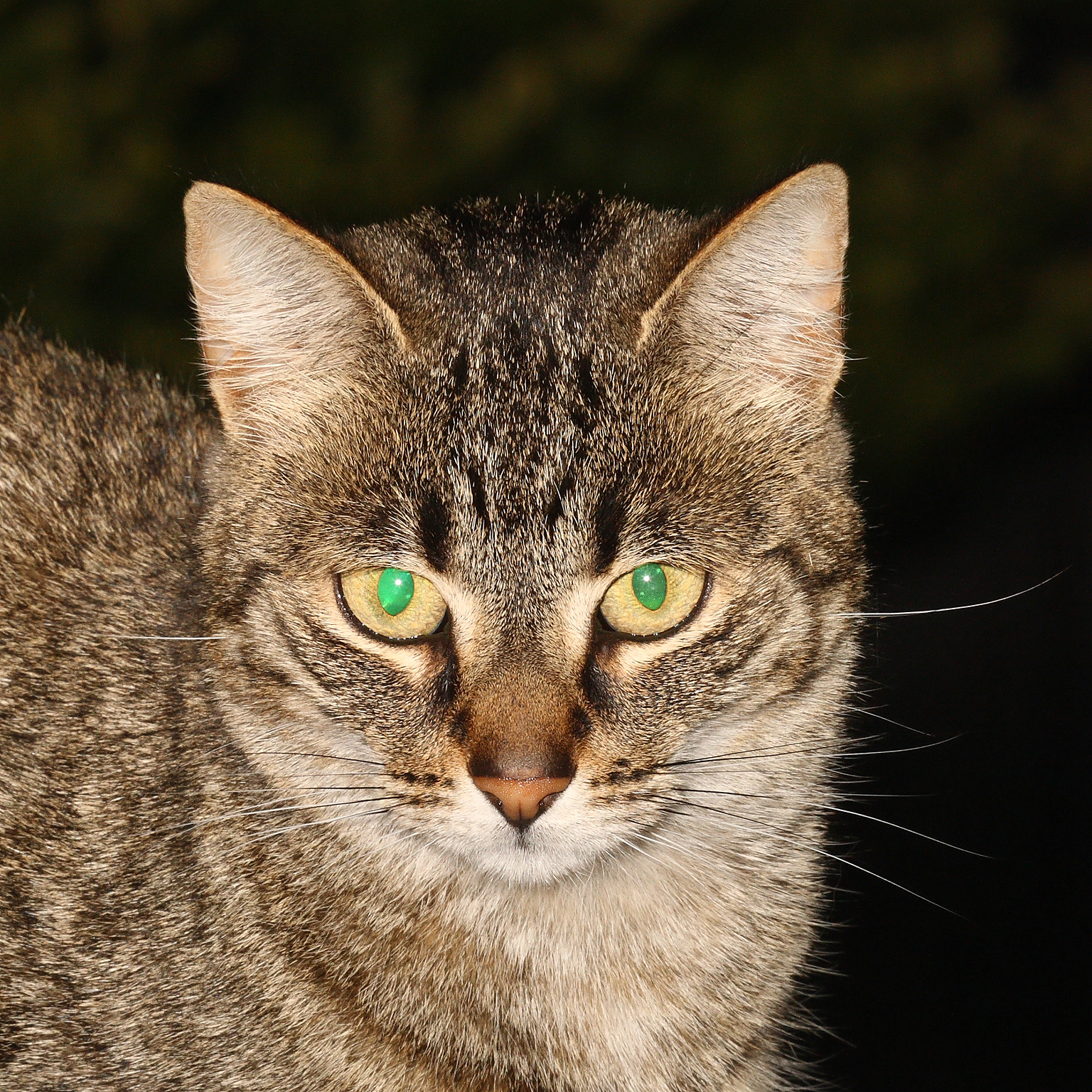
Effet « yeux verts » sur un chat

« Yeux rouges » redirige ici. Pour l'espèce de poissons homonyme, voir Moenkhausia sanctaefilomenae.
L'effet yeux rouges est un effet qui s'observe en photographie dans des clichés pris au flash : les personnes photographiées ont les pupilles de leurs yeux totalement rouges sur la photo.

## Description du phénomène et explication
Ce phénomène s'explique par le fait que lors de la prise de vue, face à la forte lumière du flash et dans un lieu mal éclairé (la pupille de l'œil se dilatant dans le noir pour capter la lumière), l'iris n'a pas le temps de réduire la taille de la pupille. Il en résulte que le flash (plus particulièrement lorsqu'il est positionné près de l'axe de l'objectif) éclaire le fond de l'œil. La rétine étant transparente, elle laisse entrevoir la choroïde qui est richement vascularisée et dont la couleur est rouge. C'est la choroïde ainsi éclairée qui renvoie cette couleur.
L'effet s'observe aussi chez les animaux, la couleur n'étant alors pas nécessairement le rouge et dû au Tapetum lucidum, un "tapis" réfléchissant sur la choroïde des yeux de ces animaux.

## Prévention de l'effet yeux rouges
Certains appareils photo disposent d'un dispositif anti yeux rouges : ce n'est rien d'autre qu'une lumière intense déclenchée avant la prise de vue (parfois en plusieurs éclairs) et qui fait se contracter l'iris de l'œil afin de réduire la taille de la pupille — ainsi, lors de la prise de vue proprement dite, la pupille a une taille suffisante pour empêcher la lumière d'aller éclairer la rétine.
Une autre solution consiste à éloigner le flash de l'objectif, si cela est possible, afin d'augmenter l'angle formé par le flash, l'œil et l'objectif. Un sujet n'aura jamais les yeux rouges si cet angle est de plus de trente degrés environ (cela dépend des conditions lumineuses : plus il fait sombre, plus la pupille est ouverte, et plus cet angle devra être grand). Mais cela n'est possible qu'avec des appareils à flash amovibles, souvent coûteux. On peut également utiliser un éclairage indirect (en dirigeant le flash au plafond, par exemple).

## Correction logicielle
De nombreux logiciels permettent de corriger le problème des yeux rouges a posteriori. Ces logiciels varient par l'ergonomie et le résultat obtenu.